# 福尔克兰
福尔克兰（法語：Folkling，法語發音：[fɔlklɛ̃]；洛林法兰克语：Folklinge）是法国摩泽尔省的一个市镇，属于福尔巴克-布莱摩泽尔区。

## 历史
1811年，市镇戈比万并入福尔克兰。

## 地理
福尔克兰（49°8'50"N, 6°53'40"E）面积11.87 平方千米，位于法国大東部大區摩泽尔省，该省份为法国东北部内陆省份，是洛林的一部分，西南接默尔特-摩泽尔省，东临下莱茵省，北与卢森堡和德国接壤。
与福尔克兰接壤的市镇（或旧市镇、城区）包括：贝伦莱福尔巴克、布斯巴克、科什伦、莫尔斯巴克、厄坦、唐特兰、泰丹。
福尔克兰的时区为UTC+01:00、UTC+02:00（夏令时）。

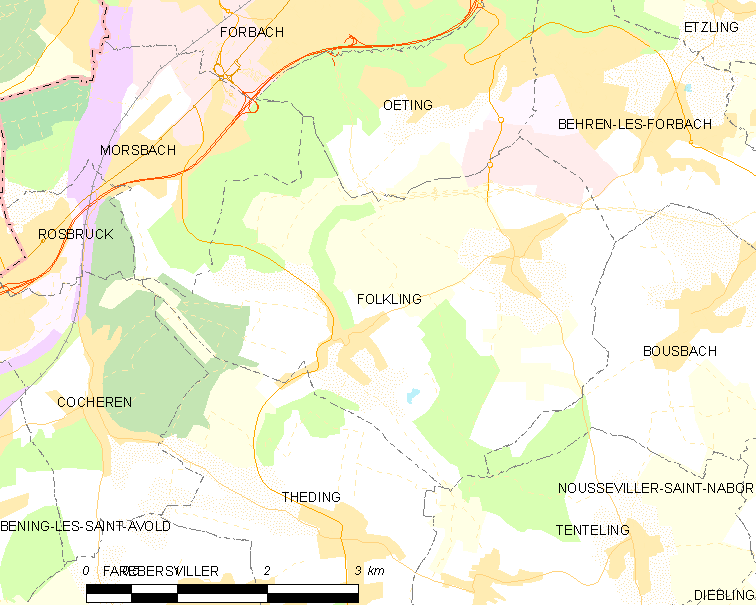
福尔克兰的OSM定位图

## 行政
福尔克兰的邮政编码为57600，INSEE市镇编码为57222。

## 政治
福尔克兰所属的省级选区为斯蒂兰旺代勒县。

## 人口

1962-2008年间福尔克兰人口变化图示

福尔克兰于2022年1月1日时的人口数量为1392人。